# Верона (Сагареджойский муниципалитет)
Верона (груз. ვერონა) — село в Грузии. Находится в Сагареджойском муниципалитете края Кахетия. Высота над уровнем моря составляет 1200 метров. Население — 57 человека (2014).